# Chaetothyriomycetidae
Die Chaetothyriomycetidae sind eine Unterklasse von Schlauchpilzen, zu der viele Flechtenbildner gehören.

## Merkmale
Die wichtigsten morphologischen Merkmale sind Perithecien als Fruchtkörper, und Asci mit zwei Wandschichten (bitunicat), deren Öffnungsweise von aufreißend bis schwindend reicht.
Die Fruchtkörper werden an der Oberfläche des oder eingesenkt in den Thallus gebildet. Der Thallus wächst oft an der Oberfläche von Felsen, Flechten, verrottendem Pflanzenmaterial oder anderem Substrat. Die Ascosporen sind variabel, von farblos bis pigmentiert. Das Hamathecium, wenn vorhanden, besteht aus Pseudoparaphysen. Die Pigmente sind dem Melanin ähnlich.
Die ungeschlechtlichen Formen (Anamorphe) sind phialidisch oder annellidisch und treten nur bei den Nicht-Flechtenbildnern auf.

## Lebensweise
Die Arten sind vielfach Flechtenbildner. Daneben gibt es Parasiten und Saprobionten.

## Systematik

### Äußere Systematik
Die Chaetothyriomycetidae sind eine der beiden großen Gruppen in der Klasse der Eurotiomycetes. Daneben gibt es noch die basale Gruppe der Mycocaliciales. Alle drei Gruppen sind monophyletisch. Das Kladogramm sieht folgendermaßen aus:
|  | \| \| Chaetothyriomycetidae \| \| \| \| \| \| Eurotiomycetidae \| \| \| \| |
|  |                                                                            |
|  | Mycocaliciales                                                             |
|  |                                                                            |
|  | Chaetothyriomycetidae                                                      |
|  |                                                                            |
|  | Eurotiomycetidae                                                           |
|  |                                                                            |

|  | Chaetothyriomycetidae |
|  |                       |
|  | Eurotiomycetidae      |
|  |                       |

### Innere Systematik
Die Unterklasse besteht aus drei Ordnungen, die jeweils monophyletisch sind. Das Kladogramm sieht folgendermaßen aus:
|  | \| \| Chaetothyriales \| \| \| \| \| \| Verrucariales \| \| \| \| |
|  |                                                                   |
|  | Pyrenulales                                                       |
|  |                                                                   |
|  | Chaetothyriales                                                   |
|  |                                                                   |
|  | Verrucariales                                                     |
|  |                                                                   |

|  | Chaetothyriales |
|  |                 |
|  | Verrucariales   |
|  |                 |